# Xincun Shuiku
Xincun Shuiku är en reservoar i Kina. Den ligger i provinsen Yunnan, i den sydvästra delen av landet, omkring 70 kilometer nordväst om provinshuvudstaden Kunming. Xincun Shuiku ligger 2 033 meter över havet. Arean är 0,89 kvadratkilometer. I omgivningarna runt Xincun Shuiku växer i huvudsak blandskog. Den sträcker sig 1,7 kilometer i nord-sydlig riktning, och 1,3 kilometer i öst-västlig riktning.
Genomsnittlig årsnederbörd är 881 millimeter. Den regnigaste månaden är juli, med i genomsnitt 186 mm nederbörd, och den torraste är februari, med 8 mm nederbörd.